# Finley (Oklahoma)
Pour les articles homonymes, voir Finley.
Finley est une census-designated place du comté de Pushmataha, dans l'État d'Oklahoma, aux États-Unis. En 2020, elle compte une population de 38 habitants.